# Élections législatives de 2002 dans les Ardennes
Les élections législatives françaises de 2002 se déroulent les 9 et 16 juin 2002. Dans le département des Ardennes, trois députés sont à élire dans le cadre de trois circonscriptions.

## Élus
| Circonscription | Député sortant    | Parti | Parti | Député élu ou réélu | Parti | Parti |
| --------------- | ----------------- | ----- | ----- | ------------------- | ----- | ----- |
| 1re             | Claudine Ledoux   |       | PS    | Bérengère Poletti   |       | UMP   |
| 2e              | Philippe Vuilque  |       | PS    | Philippe Vuilque    |       | PS    |
| 3e              | Jean-Luc Warsmann |       | RPR   | Jean-Luc Warsmann   |       | UMP   |

## Résultats

### Résultats à l'échelle du département
| Parti                                        | Parti                               | Premier tour | Premier tour | Second tour | Second tour | Sièges |
| Parti                                        | Parti                               | Voix         | %            | Voix        | %           | Sièges |
| -------------------------------------------- | ----------------------------------- | ------------ | ------------ | ----------- | ----------- | ------ |
|                                              | Union pour un mouvement populaire   | 49 635       | 42,22        | 39 105      | 50,69       | 2      |
|                                              | Union pour la démocratie française  | 1 650        | 1,40         |             |             | 0      |
|                                              | Mouvement pour la France            | 485          | 0,41         | 0           |             |        |
|                                              | Majorité présidentielle             | 51 770       | 44,04        | 39 105      | 50,69       | 2      |
|                                              |                                     |              |              |             |             |        |
|                                              | Parti socialiste                    | 38 624       | 32,85        | 38 036      | 49,31       | 1      |
|                                              | Parti communiste français           | 1 600        | 1,36         |             |             | 0      |
|                                              | Les Verts                           | 1 401        | 1,19         | 0           |             |        |
|                                              | Divers gauche                       | 876          | 0,75         | 0           |             |        |
|                                              | Pôle républicain                    | 476          | 0,40         | 0           |             |        |
|                                              | Gauche parlementaire                | 42 977       | 36,56        | 38 036      | 49,31       | 1      |
|                                              |                                     |              |              |             |             |        |
|                                              | Front national                      | 16 697       | 14,20        |             |             | 0      |
|                                              | Extrême gauche dont LCR, LO et PT   | 3 467        | 2,95         | 0           |             |        |
|                                              | Mouvement national républicain      | 1 598        | 1,36         | 0           |             |        |
|                                              | Chasse, pêche, nature et traditions | 1 053        | 0,90         | 0           |             |        |
|                                              |                                     |              |              |             |             |        |
| Inscrits                                     | Inscrits                            | 192 736      | 100,00       | 134 539     | 100,00      | 3      |
| Abstentions                                  | Abstentions                         | 73 113       | 37,93        | 54 635      | 40,61       |        |
| Votants                                      | Votants                             | 119 623      | 62,07        | 79 904      | 59,39       |        |
| Blancs et nuls                               | Blancs et nuls                      | 2 061        | 1,72         | 2 763       | 3,46        |        |
| Exprimés                                     | Exprimés                            | 117 562      | 98,28        | 77 141      | 96,54       |        |
| Source : Ministère de l'Intérieur - Ardennes |                                     |              |              |             |             |        |

### Résultats par circonscription

#### Première circonscription (Mézières - Rethel)
| Candidat       | Candidat                 | Parti          | Premier tour | Premier tour | Second tour | Second tour |  |
| Candidat       | Candidat                 | Parti          | Voix         | %            | Voix        | %           |  |
| -------------- | ------------------------ | -------------- | ------------ | ------------ | ----------- | ----------- |  |
|                | Bérengère Poletti élue   | UMP            | 17 245       | 40,1         | 22 522      | 53,98       |  |
|                | Claudine Ledoux sortante | PS             | 16 196       | 37,66        | 19 198      | 46,02       |  |
|                | Chantal Taioli           | FN             | 6 299        | 14,65        |             |             |  |
|                | Jean-Michel Fournaise    | LCR            | 797          | 1,85         |             |             |  |
|                | Nadia Octave             | LO             | 738          | 1,72         |             |             |  |
|                | Ghislain Marcinek        | MNR            | 661          | 1,54         |             |             |  |
|                | Catherine Boisseau       | CPNT           | 588          | 1,37         |             |             |  |
|                | Martine Petit            | MPF            | 485          | 1,13         |             |             |  |
|                |                          |                |              |              |             |             |  |
| Inscrits       | Inscrits                 | Inscrits       | 70 398       | 100,00       | 70 389      | 100,00      |  |
| Abstentions    | Abstentions              | Abstentions    | 26 541       | 37,7         | 27 256      | 38,72       |  |
| Votants        | Votants                  | Votants        | 43 857       | 62,3         | 43 133      | 61,28       |  |
| Blancs et nuls | Blancs et nuls           | Blancs et nuls | 848          | 1,93         | 1 413       | 3,28        |  |
| Exprimés       | Exprimés                 | Exprimés       | 43 009       | 98,07        | 41 720      | 96,72       |  |

#### Deuxième circonscription (Charleville - Givet)
| Candidat       | Candidat                       | Parti            | Premier tour | Premier tour | Second tour | Second tour |  |
| Candidat       | Candidat                       | Parti            | Voix         | %            | Voix        | %           |  |
| -------------- | ------------------------------ | ---------------- | ------------ | ------------ | ----------- | ----------- |  |
|                | Philippe Vuilque sortant réélu | PS               | 13 670       | 36,49        | 18 838      | 53,18       |  |
|                | Philippe Mathot                | UMP              | 10 890       | 29,07        | 16 583      | 46,82       |  |
|                | Roland Bataille                | FN               | 6 167        | 16,46        |             |             |  |
|                | Thérèse Girard                 | UDF              | 1 650        | 4,4          |             |             |  |
|                | Michèle Leflon                 | PCF              | 1 600        | 4,27         |             |             |  |
|                | Patrick Martin                 | Divers gauche    | 805          | 2,15         |             |             |  |
|                | Mezhoura Nait-Abdelaziz        | Les Verts        | 569          | 1,52         |             |             |  |
|                | Joël Nouet                     | LO               | 526          | 1,4          |             |             |  |
|                | Nathalie Leduc                 | MNR              | 461          | 1,23         |             |             |  |
|                | Gérard Baudoin                 | PT               | 457          | 1,22         |             |             |  |
|                | Raymond Perrot                 | Pôle républicain | 358          | 0,96         |             |             |  |
|                | Jean-Michel Bardeau            | Extrême gauche   | 235          | 0,63         |             |             |  |
|                | Gérard Delrez                  | IR               | 71           | 0,19         |             |             |  |
|                |                                |                  |              |              |             |             |  |
| Inscrits       | Inscrits                       | Inscrits         | 64 159       | 100,00       | 64 150      | 100,00      |  |
| Abstentions    | Abstentions                    | Abstentions      | 26 004       | 40,53        | 27 379      | 42,68       |  |
| Votants        | Votants                        | Votants          | 38 155       | 59,47        | 36 771      | 57,32       |  |
| Blancs et nuls | Blancs et nuls                 | Blancs et nuls   | 696          | 1,82         | 1 350       | 3,67        |  |
| Exprimés       | Exprimés                       | Exprimés         | 37 459       | 98,18        | 35 421      | 96,33       |  |

#### Troisième circonscription (Sedan - Vouziers)
|                | Jean-Luc Warsmann sortant réélu | UMP              | 21 500 | 57,96  |  |  |  |
|                | Elisabeth Husson                | PS               | 8 758  | 23,61  |  |  |  |
|                | Éric Samyn                      | FN               | 4 231  | 11,41  |  |  |  |
|                | Eleonora Rossi                  | Les Verts        | 832    | 2,24   |  |  |  |
|                | Jacques Boissier                | LO               | 714    | 1,92   |  |  |  |
|                | Olivier Badré                   | MNR              | 476    | 1,28   |  |  |  |
|                | Olivier Boisseau                | CPNT             | 465    | 1,25   |  |  |  |
|                | Odile Benassy                   | Pôle républicain | 118    | 0,32   |  |  |  |
|                |                                 |                  |        |        |  |  |  |
| Inscrits       | Inscrits                        | Inscrits         | 58 179 | 100,00 |  |  |  |
| Abstentions    | Abstentions                     | Abstentions      | 20 568 | 35,35  |  |  |  |
| Votants        | Votants                         | Votants          | 37 611 | 64,65  |  |  |  |
| Blancs et nuls | Blancs et nuls                  | Blancs et nuls   | 517    | 1,37   |  |  |  |
| Exprimés       | Exprimés                        | Exprimés         | 37 094 | 98,63  |  |  |  |